# سندران (الريف الشرقي)
سندران (بالفارسية: سندران) هي منطقة سكنية تقع في إيران في قسم الريف الشرقي الريفي. يقدر عدد سكانها بـ 166 نسمة بحسب إحصاء 2016.